# Kornmühle Goch
Die Kornmühle Goch war eine an der Niers gelegene Wassermühle in der Stadt Goch mit unterschlächtigem Wasserrad.

## Geographie
Die Kornmühle Goch hatte ihren Standort am Mühlensträßchen (heute Mühlengasse), an der Niers, in der Stadt Goch, Kreis Kleve, in Nordrhein-Westfalen. Oberhalb hatte die Lohmühle Goch, unterhalb die Walkmühle Goch ihren Standort.
Die Niers hat hier eine Höhe von ca. 17 m über NN. Die Pflege und Unterhaltung des Gewässers obliegt dem Niersverband, der in Viersen seinen Sitz hat.

## Geschichte
Mit der Besiedlung und der 1261 erstmaligen Erwähnung der Stadt Goch entwickelte sich am Niersbogen und am Stadtgraben eine wirtschaftliche Grundlage zur Errichtung von Wassermühlen. Die Lage war so ausgezeichnet, dass auf kurzer Strecke fünf Mühlen die Wasserkraft der Niers nutzen konnten. Im sogenannten Mühlenviertel beim Mühlentor waren dies die Ölmühle Goch, Walkmühle Goch, Kornmühle Goch, Lohmühle Goch und etwas entfernt und später die Susmühle.
In den Gocher Schöffenbriefen von 1272 und 1275 wurde die Existenz einer Mühle übermittelt, in denen ein Gerhardus molendarius – Müller Gerhard genannt war. 1362 gab die Graefenthaler Abtissin Isabel von Geldern – eine Schwester des Herzogs – die ihre zur Nutzung überlassenen Mühlen an die Stadt Goch. Mit Zustimmung des Herzogs wurde 1367 daraus ein Erbpachtrecht, dass bei Bedarf mit dem Recht verbunden war, den Bau weiterer Wind- und Wassermühlen zu ermöglichen. Zu den bestehenden Wassermühlen errichtete man auch Windmühlen, die wegen jahreszeitlichen Beschränkungen mit Rücksicht auf die Nierswiesen, immer mehr an Bedeutung erlangten.
Die Kornmühle Goch war eine der Mühlen, die 1367 an die Stadt gegeben wurde. 1643 wurde die Kornmühle wegen Zahlungsrückständen der Stadt vom brandenburgischen Fiskus eingezogen und erst Jahre später zurückgegeben. Im Jahre 1720 zählte sie zu den Königlichen Mühlen. 1836 wurde die Witwe Jansen als Eigentümerin der Wasserölmühle genannt, mit 1 Arbeiter, 1 Presse, 200 Zentner jährliche Produktion a 17 Taler per Zentner.  1846 wird die Mühle unter der Bezeichnung Jansen'sche Mehl- und Ölmühle geführt. Heinrich van den Bogart kaufte die Mühle 1854 und Pächter Willemsen erneuerte und verbreiterte 1858 beide Mühlräder der Kornmühle. Das Rad der Ölmühle blieb bestehen. 1872 führte die Mühle den Namen Königsmühle und wechselte 1884 erneut den Besitzer an Otto Jansen. Nach dem Brand im Jahre 1903 wurde die Mühle als Getreidemühle wiederhergestellt und 1932 stillgelegt. Die Gebäude dienen heute gewerblichen Zwecken.

## Galerie

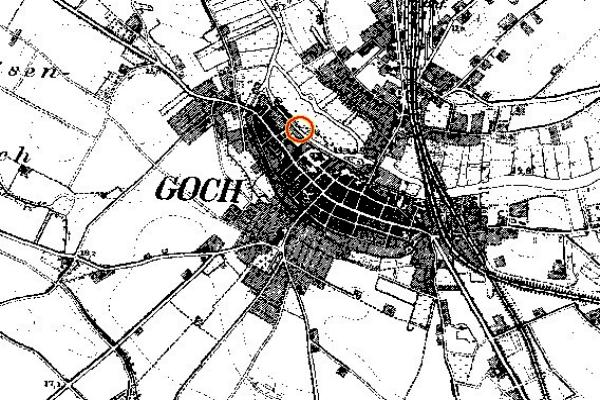
Kornmühle Goch auf der Neuaufnahme 1892
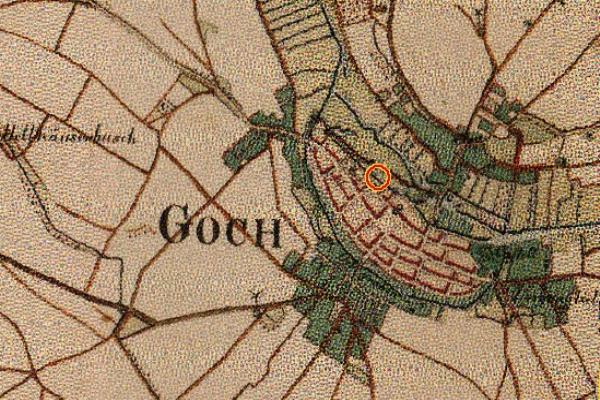
Kornmühle Goch auf der Urkatasterkarte 1843
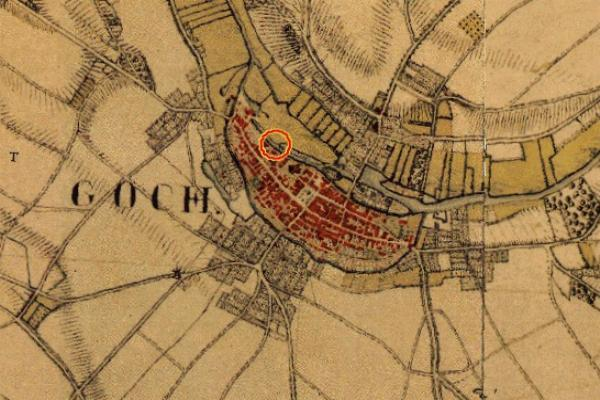
Kornmühle Goch auf der Tranchotkarte 1802
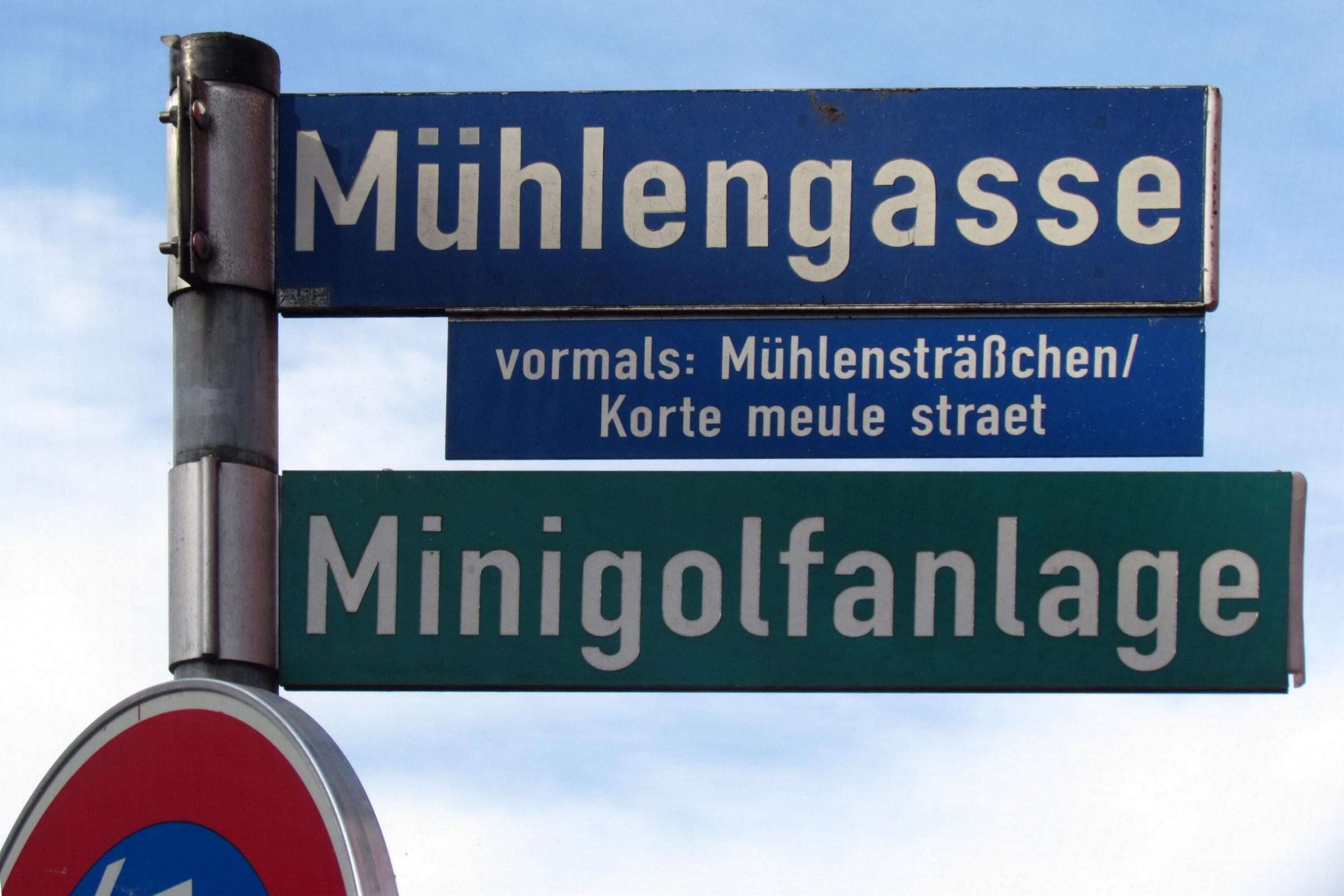
Straßenbeschilderung